# Viaggio nella grande bellezza
Viaggio nella grande bellezza è stato un programma televisivo documentaristico italiano ideato e condotto da Cesare Bocci, andato in onda in prima serata su Canale 5 dal 18 dicembre 2019 al 18 dicembre 2022.

## Il programma
Il programma, curato da Giuseppe Feyles, era ideato e condotto da Cesare Bocci ed era realizzato e prodotto da RTI in collaborazione con RealLife Television e Vatican Media e trattava i temi legati alla divulgazione scientifica, archeologica e storica, proponendo documentari e interviste, tra i quali vi era stata la partecipazione della storica Barbara Jatta e dell'arcivescovo Georg Gänswein.

## Edizioni
| Edizione | Anno      | Conduzione   | Periodo          | Periodo          | Puntate | Regia              | Regia         |
| Edizione | Anno      | Conduzione   | Inizio           | Fine             | Puntate | Regia              | Regia         |
| -------- | --------- | ------------ | ---------------- | ---------------- | ------- | ------------------ | ------------- |
| Speciale | 2019      | Cesare Bocci | 18 dicembre 2019 | 18 dicembre 2019 | 1       | Roberto Burchielli | Gaetano Vaudo |
| 1ª       | 2020-2021 | Cesare Bocci | 29 dicembre 2020 | 19 gennaio 2021  | 4       | Roberto Burchielli | Gaetano Vaudo |
| 2ª       | 2021      | Cesare Bocci | 10 giugno 2021   | 8 luglio 2021    | 5       | Roberto Burchielli | Gaetano Vaudo |
| Speciale | 2022      | Cesare Bocci | 26 gennaio 2022  | 26 gennaio 2022  | 2       | Roberto Burchielli | Gaetano Vaudo |
| Speciale | 2022      | Cesare Bocci | 18 dicembre 2022 |                  | 2       | Roberto Burchielli | Gaetano Vaudo |

## Puntate e ascolti

### Puntata speciale (2019)
| Puntata | Messa in onda    | Titolo della puntata | Ascolti        | Ascolti |
| Puntata | Messa in onda    | Titolo della puntata | Telespettatori | Share   |
| ------- | ---------------- | -------------------- | -------------- | ------- |
| 1       | 18 dicembre 2019 | Il Vaticano          | 2 327 000      | 12,40%  |

### Prima edizione (2020-2021)
La prima edizione di Viaggio nella grande bellezza è andata in onda ogni martedì in prima serata su Canale 5 dal 29 dicembre 2020 al 19 gennaio 2021 per quattro puntate con la conduzione di Cesare Bocci nelle vesti di guida d'eccezione. In seguito erano previste anche altre due puntate, dedicate rispettivamente a Torino e un'altra dedicata ad Assisi e lo splendore del Medioevo, ma a causa dei bassi ascolti ottenuti, il programma viene chiuso in anticipo con la quarta puntata.
| Puntata | Messa in onda    | Titolo della puntata                     | Ascolti        | Ascolti |
| Puntata | Messa in onda    | Titolo della puntata                     | Telespettatori | Share   |
| ------- | ---------------- | ---------------------------------------- | -------------- | ------- |
| 1       | 29 dicembre 2020 | Speciale "Nativity": il Natale nell'arte | 1 720 000      | 7,90%   |
| 2       | 5 gennaio 2021   | Venezia                                  | 2 146 000      | 10,10%  |
| 3       | 12 gennaio 2021  | Roma                                     | 1 751 000      | 8,40%   |
| 4       | 19 gennaio 2021  | Firenze e Milano di Leonardo             | 1 665 000      | 8,00%   |
| Media   | Media            | Media                                    | 1 761 000      | 8,60%   |

### Seconda edizione (2021)
La seconda edizione di Viaggio nella grande bellezza è andata ogni giovedì in prima serata su Canale 5 dal 10 giugno all'8 luglio 2021 per cinque puntate con la conduzione di Cesare Bocci nelle vesti di guida d'eccezione. Due puntate dedicate rispettivamente a Torino e un'altra dedicata ad Assisi e lo splendore del Medioevo, erano previste subito dopo la quarta puntata della prima edizione, ma a causa dei bassi ascolti ottenuti il programma è stato sospeso solo dopo la quarta puntata della prima edizione.
| Puntata | Messa in onda  | Titolo della puntata               | Ascolti        | Ascolti |
| Puntata | Messa in onda  | Titolo della puntata               | Telespettatori | Share   |
| ------- | -------------- | ---------------------------------- | -------------- | ------- |
| 1       | 10 giugno 2021 | Dinastie reali - I Windsor         | 1 835 000      | 10,60%  |
| 2       | 17 giugno 2021 | Grandi amori                       | 1 198 000      | 7,00%   |
| 3       | 24 giugno 2021 | Torino                             | 1 554 000      | 9,60%   |
| 4       | 1º luglio 2021 | Il mistero Padre Pio               | 1 692 000      | 10,29%  |
| 5       | 8 luglio 2021  | Assisi e lo splendore del Medioevo | 1 318 000      | 8,30%   |
| Media   | Media          | Media                              | 1 867 000      | 10,40%  |

### Puntata speciale (26 gennaio 2022)
| Puntata | Messa in onda   | Titolo della puntata | Ascolti        | Ascolti |
| Puntata | Messa in onda   | Titolo della puntata | Telespettatori | Share   |
| ------- | --------------- | -------------------- | -------------- | ------- |
| 1       | 26 gennaio 2022 | Speciale Quirinale   | 2 228 000      | 11,40%  |

### Puntata speciale (18 dicembre 2022)
| Puntata | Messa in onda    | Titolo della puntata    | Ascolti        | Ascolti |
| Puntata | Messa in onda    | Titolo della puntata    | Telespettatori | Share   |
| ------- | ---------------- | ----------------------- | -------------- | ------- |
| 1       | 18 dicembre 2022 | La Terra di Gerusalemme | 1 809 000      | 11,30%  |

## Audience
| Edizione | Rete televisiva | Anno      | Stagione         | Programmazione | Programmazione | Programmazione | Programmazione | Programmazione | Programmazione | Programmazione | Media auditel  | Media auditel | Premiere       | Premiere | Finale         | Finale |
| Edizione | Rete televisiva | Anno      | Stagione         | L              | M              | M              | G              | V              | S              | D              | Telespettatori | Share         | Telespettatori | Share    | Telespettatori | Share  |
| -------- | --------------- | --------- | ---------------- | -------------- | -------------- | -------------- | -------------- | -------------- | -------------- | -------------- | -------------- | ------------- | -------------- | -------- | -------------- | ------ |
| Speciale | Canale 5        | 2019      | autunno          |                |                |                |                |                |                |                | 2 327 000      | 12,40%        | N.D.           | N.D.     | N.D.           | N.D.   |
| 1ª       | Canale 5        | 2020-2021 | inverno          |                |                | 1 761 000      | 8,60%          | 1 720 000      | 7,90%          | 1 665 000      | 8,00%          |               |                |          |                |        |
| 2ª       | Canale 5        | 2021      | primavera-estate |                |                | 1 867 000      | 10,40%         | 1 835 000      | 10,60%         | 1 318 000      | 8,30%          |               |                |          |                |        |
| Speciale | Canale 5        | 2022      | inverno          |                |                | 2 228 000      | 11,40%         | N.D.           | N.D.           | N.D.           | N.D.           |               |                |          |                |        |
| Speciale | Canale 5        | 2022      | autunno          |                |                | 1 809 000      | 11,30%         | N.D.           | N.D.           | N.D.           | N.D.           |               |                |          |                |        |